# Pseudocleobis truncatus
Pseudocleobis truncatus är en spindeldjursart som beskrevs av Pocock 1900. Pseudocleobis truncatus ingår i släktet Pseudocleobis och familjen Ammotrechidae. Inga underarter finns listade i Catalogue of Life.